# Frederiksberg Allé station
Frederiksberg Allé station är en järnvägsstation i södra delen av stadsdelen Frederiksberg i Köpenhamn. Den ingår i Cityringen (M3) på Köpenhamns metro och invigdes  29 september 2019 i samband med dess öppning.
Stationen ligger 20 meter under marken under det nybyggda Madkulturens hus som rymmer både bostäder och restauranger.

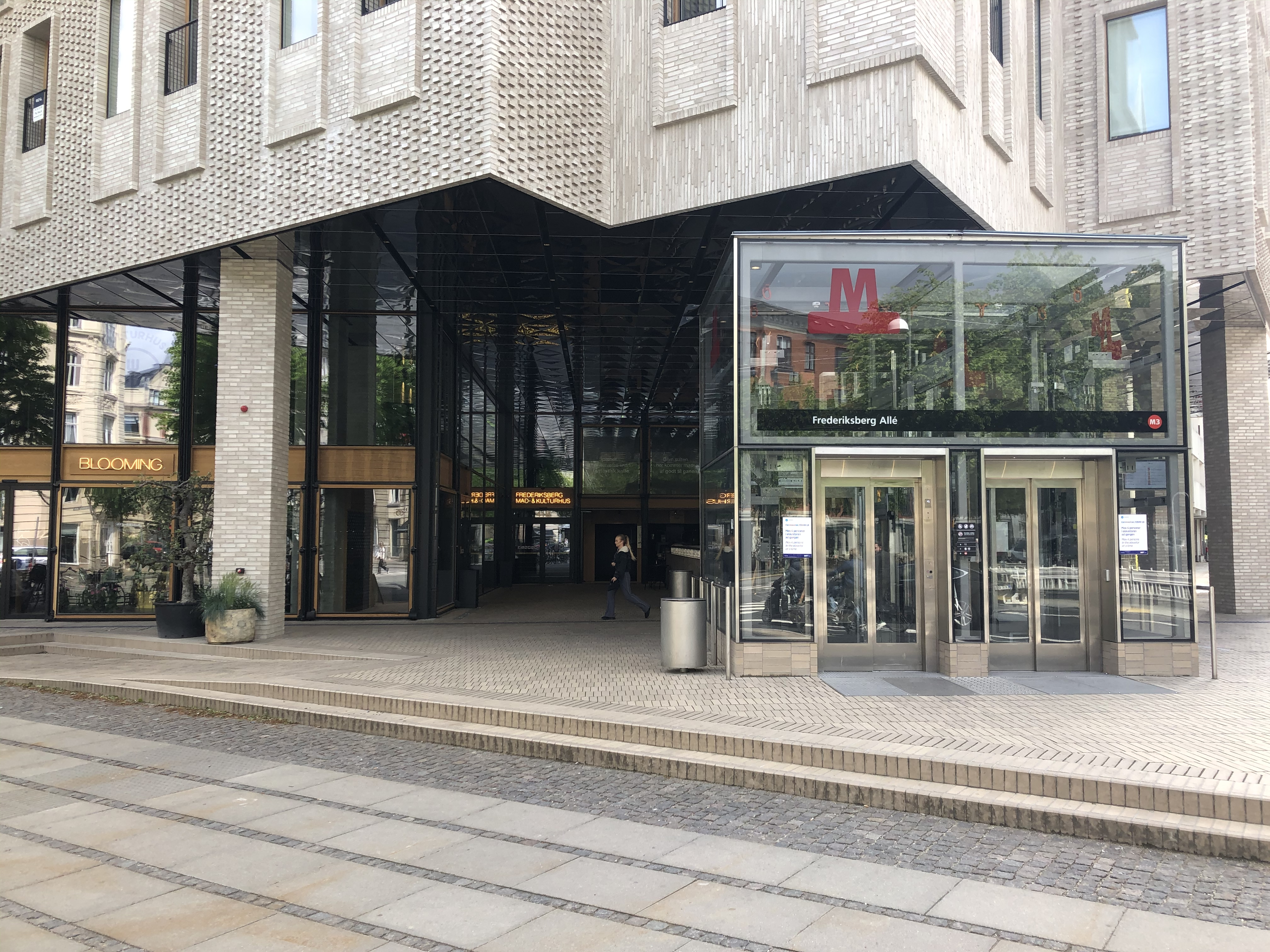
Ingång till stationen.

Väggarna är klädda med kakel i olika gröna nyanser som harmonierar med lindarna på Frederiksberg Allé.